# Операція «Клеймор»
Операція «Клеймор» (англ. Operation Claymore) — кодове найменування спеціальної операції, що проводилася 4 березня 1941 року силами No. 3 та No. 4 загонів британських командос з метою дезорганізації тилу німецьких військ на окупованих ними норвезьких Лофотенських островах на півночі Європейського континенту під час Другої світової війни. Лофотенські острови були важливим центром у системі виробництва риб'ячого жиру та гліцерина для потреб індустрії Третього Рейху. Зухвалий наліт на промислові потужності островів здійснювався британськими командос за підтримки інженерів, з моря їхню висадку та дії підтримувала 6-а флотилія есмінців Королівського флоту та 52 чоловіки Королівського норвезького флоту.

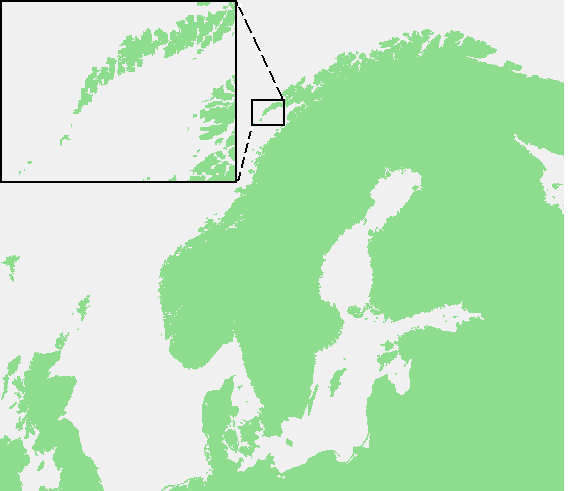
Лофотенські острови на мапі північно-західного узбережжя Європи

## Передумови
4 червня 1940 року, після розгрому англо-французьких військ під Дюнкерком, поквапливо завершилася евакуація Британського експедиційного корпусу з пляжів Дюнкерка. Через кілька днів відведені останні союзні війська, що билися в Нарвіку. Британська армія втратила останні форпости на континенті, узбережжя північної Норвегії до Іспанії перейшло під повний контроль Третього рейху. Велика Британія фактично лишилася без боєздатних військ, підготовлених для дії на суходолі Європейського театру воєнних дій. Водночас, обмежуватися діями лише Повітряних сил і флоту британці не збирались.
Того ж дня прем'єр-міністр Великої Британії Вінстон Черчилль підтримав пропозицію підполковника Дадлі Кларка, ідеї якого сподобались начальнику Імперського генерального штабу фельдмаршалу Дж. Діллу, щодо формування перших загонів спеціального призначення, завданням яких було знищення особливо важливих об'єктів на території окупованої німецьким Вермахтом Європи. Як Черчилль запевняв свій генералітет, британці мусять мати добре оснащені, озброєнні та підготовлені невеличкі групи професіоналів, що діятимуть на континенті, завдаючи втрат німцям, підриваючи їхній моральний дух та стимулюючи власну дух британського населення.
17 липня Черчилль, який був переконаним прихильником командос, призначив на посаду директора штабу об'єднаних операцій, ветерана Галліполійської кампанії та рейду на Зебрюгге та свого особистого товариша 68-річного адмірала флоту Роджера Кіза. Кіз очолив цей орган управління, котрий відповідав за проведення спеціальних рейдових, диверсійних та десантних операцій на територіях, зайнятих противником, й якому підпорядковувалися усі утворені формування командос. Перші групи комплектувалися виключно за рахунок набору добровольців з Британської армії, до того ж з переліку частин, що дислокувалися на території островів, а також з тих, хто служив у розформованих окремих рот Територіальної армії, що билися в Норвегії.

## Задум операції

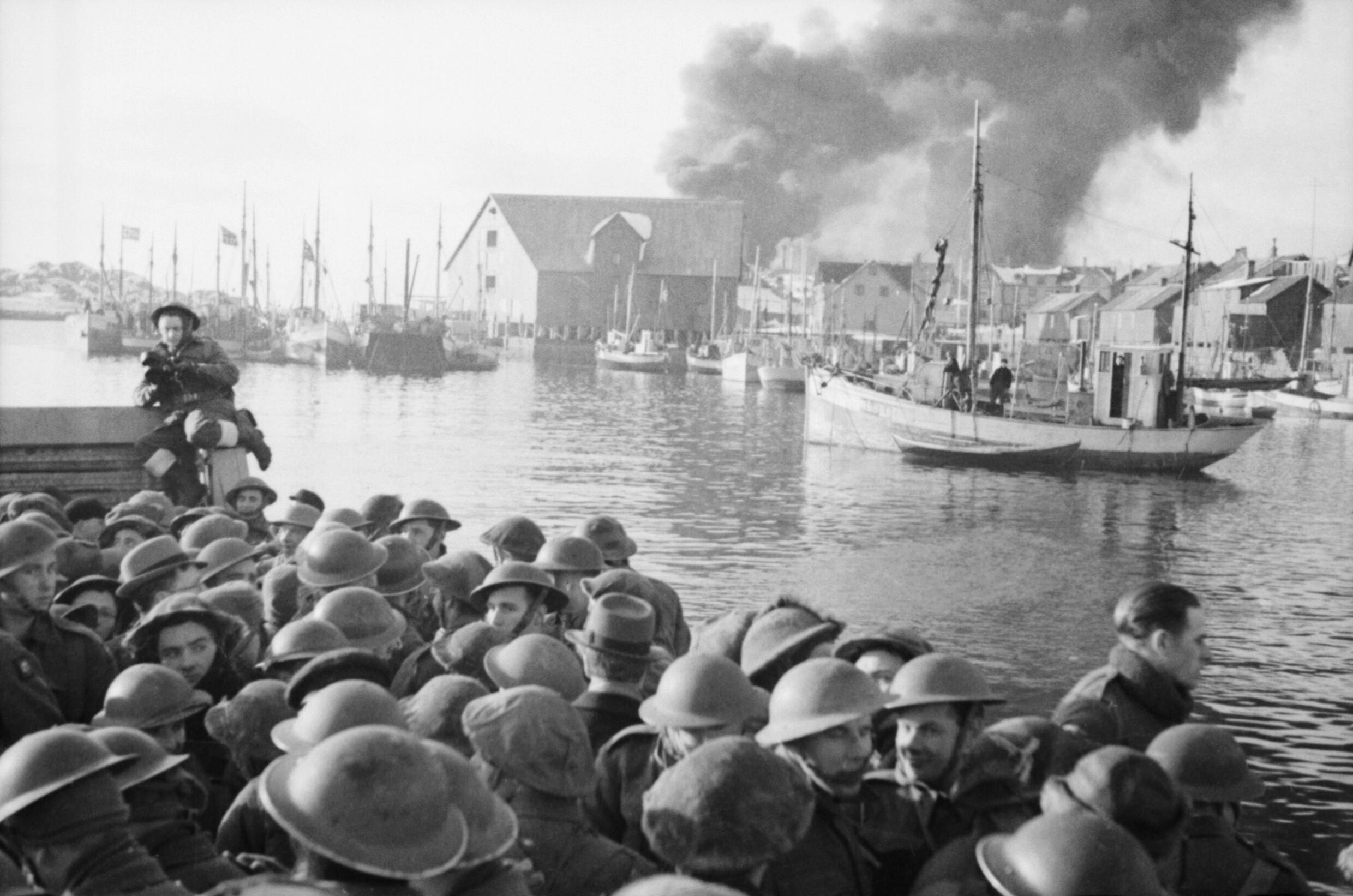
Рейд на Лофотенські острови. Британські командос покидають Стамсунн, який палає. 4 березня 1941

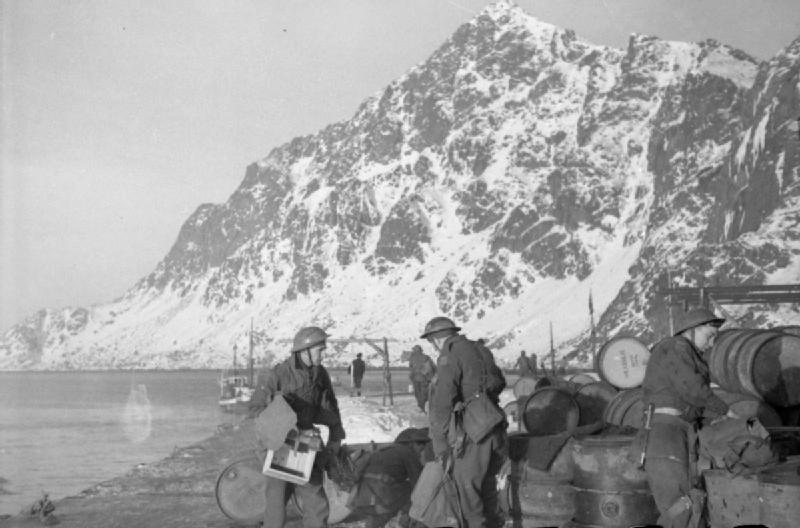
Королівські інженери готують до підриву ємності з риб'ячим жиром

Після декількох спроб провести рейдові та диверсійно-розвідувальні дії на французькому узбережжі, британське командування зупинилось на пропозиції здійснити великий рейд командос на Лофотенські острови, що лежать на відстані 900 миль від британських берегів у межах Північного полярного кола й на той час мали незначні сили охорони противника. За задумом операції рейдерські групи мали висадитися на берег у чотирьох невеликих портах островів та зухвалим нальотом знищити або вивести з ладу усі промислові об'єкти, які виробляли з риб'ячого жиру гліцерин для вибухових речовин, так необхідних гітлерівській Німеччині на фронтах війни. Ближнє супроводження для висадки загонів No. 3 та No. 4 британських командос із засобами посилення покладалось на есмінці типу «Трайбл» та «L» 6-ї флотилії Королівського флоту.
Підготовкою та керівництвом операцією займався контр-адмірал Л. Гамільтон, який мав перед собою декілька головних завдань. По-перше, безпечно та максимально приховано здійснити ескортування транспортних кораблів до зони висадки та назад. По-друге, поки рейдовий загін мав знищувати усі об'єкти, що становили будь-які цінність для окупантів та їхніх норвезьких прибічників, флот мав забезпечити їм вогневе прикриття, а також безпечну евакуацію після завершення рейду.
Для виконання цих завдань Королівський флот виділив під командування капітана К. Кеслона есмінці 6-ї флотилії: HMS «Сомалі», «Бедуїн», «Тартар», «Ескімо» та «Ліджен». На перевезення британських командос призначались два щойно переобладнані озброєні великі транспорти «Квін Емма» і «Принцес Беатрикс».
Безпосередньо командування десантом та рейдом командос бригади спеціальної служби керував бригадир Дж. Гейтон, який мав у своєму підпорядкуванні 250 чоловіків із загону No. 3 під командуванням майора Дж. Данфорда-Слетера та 250 людей загону No. 4 на чолі з підполковником Д.Л істером. На підтримку рейдовим діям Королівські інженери виділили секція підривників з 55-ї інженерної роти з другим лейтенантом Х.Тернером. Британський флот та командос підтримували норвезькі вояки під керівництвом капітана М. Лінге.
Головним завданням рейду було знищення промислових потужностей у портах Стамсунн, Геннінгсвер, Свольвер та Бреттеснес, завдання максимального збитку німецькому гарнізону та захоплення в полон німецьких солдатів і персоналу, що працював на об'єктах захоплення. Одночасно, британці за допомогою норвезьких товаришів намагались захопити зрадників з нацистського норвезького уряду Квіслінга та переконати місцеве населення залишити острови та приєднатись до Вільних норвезьких сил.
21 лютого 1941 року рейдові сили на кораблях вийшли зі Скапа-Флоу на Оркнейські острови та залишались тут до півночі 1 березня. Сили командос були розподілені між кораблями флоту, основний кістяк No. 4 Commando, що висаджувався на Свольвер та Бреттеснес плив на транспорті «Квін Емма», відповідно No. 3 Commando, що мали атакувати Стамсунн і Геннінгсвер — на судні «Принцес Беатрикс»; штаб розмістився на есмінці HMS «Сомалі». Час проведений на Оркнейських островах командос присвятили підготовки до висадки морського десанту, за умови, що британські кораблі не могли наблизиться до берега ближче ніж на 1 милю, через мілководдя. Командос готувались вести бій протягом тривалого часу, у разі якщо німецькі кораблі з'являться у прибережних водах і британська флотилія буде змушена вступити з ними у сутичку.

## Висадка
Пізно ввечері 1 березня 1941 року оперативна група флоту під кодовою назвою «Повстанець» (англ. Rebel), після дозаправлення вийшла зі Скалафіорду на Фарерських островах та вирушила в бік норвезьких островів. На світанку 4 березня британське рейдове угруповання наблизилось до Вестфіорду та на вдивовижку побачили, що вогні сяють по всьому узбережжю островів; противник вочевидь не очікував на відважний наліт британців з моря.
О 6:50 розпочалась одночасна висадка рейдових груп на усі цілі. Практично без жодного пострілу командос висадились на берег та розпочали захоплення або знищення своїх цілей. Єдиним об'єктом, що спричинив спротив, став озброєний траулер «Кребс», який відкрив вогонь по десантові, але був швидко затоплений HMS «Сомалі».
У наслідок проведеної атаки, британські командос затопили транспортні та вантажні судна, сумарною водотоннажністю 18 000 тонн. Також було знищено декілька об'єктів промисловості, загалом близько 3 600 м3 риб'ячого жиру та парафіну для потреб індустрії було знищено. Британські військовики захопили в полон 228 осіб, зокрема 7 — матросів Крігсмаріне, 3 — із Сухопутних військ, 15 — з Люфтваффе, 2 — з СС, 147 — з торговельного флоту Рейху та 14 — цивільні особи.
Однак, найціннішим здобутком операції стало захоплення частки деталей до шифрувальної машини «Енігма» та шифрувальних блокнотів. Командос спромоглися підняти ці «коштовності» з борту затонулого «Кребса». Ця цінна здобич суттєво допомогла Урядовій школі кодів та шифрів Великої Британії в Блечлі-Парк зламати коди нацистів та викрити дешифрувальникам основні райони зосередження «вовчих зграй» U-Boot.
О 13:00 транспортні кораблі з десантом, полоненими, захопленими матеріалами та близько 300 добровольців до Вільних норвезьких сил вийшли в море.

## Результати
Операція «Клеймор» стала першою з 12 рейдів британських командос на норвезькі землі у роки Другої світової війни. Агресивна тактика застосування невеликих загонів британців змусила нацистське військове керівництво поступово нарощувати чисельність своїх військ, які були конче необхідні на Східному, а згодом і Західному фронтах. За станом на 1944 рік німецькі окупаційні сили нараховували 370 000 вояків.
Загони No. 3 та No. 4 пізніше провели ще низку успішних рейдів та операцій, а перед початком вторгнення до Нормандії стали кістяком 1-ї бригади спеціальної служби. Прем'єр-міністр Великої Британії В.Черчилль узнав про результати операції сказав: «усіх кого це стосується… мої поздоровлення за вельми успішну операцію».